# Saussurite
La saussurite est un agrégat de minéraux formé par une altération hydrothermale de feldspath appelé saussuritisation. Elle apparaît comme très similaire à la zoïsite avec une couleur verte ou gris-vert et a été utilisée comme un substitut du jade.
La saussurite n'est cependant pas reconnue comme un véritable minéral, consistant en un mélange de divers minéraux : zoïsite, épidote, séricite, albite. Les roches mafiques sont particulièrement sensibles à la saussuritisation.